# Helena Ospina de Fonseca
Helena Ospina Garcés de Fonseca (Cali, Colombia, 1944-San José de Costa Rica, 22 de octubre de 2017) fue una poeta y catedrática colombiana de Literatura, afincada en Costa Rica (1970-2017) Fundadora, junto con su marido de la editorial Promesa. 

## Biografía

### Formación
Inicia su educación primaria en inglés, en el colegio Bolívar (Cali), prosiguiendo su educación secundaria en castellano en el colegio del Sagrado Corazón del Valle del Lili (Cali). Realizó sus estudios universitarios en varios idiomas: en francés, en la facultad de Humanidades en el instituto Sacré-Coeur de Ixelles (Bruselas), con medalla de oro; en Lengua y Literatura Francesa por la Universidad de Lille, donde obtiene Grande Distinction, y de Arte griego en el Viaje de Humanismo en Grecia (durante el verano de 1962) organizado por la Universidad Libre de Bruselas; y en italiano, en Historia del Arte en el Sacré-Coeur de Trinitá dei Monti (Roma), obteniendo igualmente Grande Distinction. De regreso a Cali, continuó su formación alternando sus estudios humanísticos con los de música y piano, a través de las clases impartidas por el profesor belga León J. Simar (Premio de Roma) y su esposa Andre, y los de ballet clásico, a cargo de los profesores italianos Subelli y Brinatti, y el ruso Woronzoff.
En 1982 obtiene el Diploma en Orientación Familiar por el Instituto de Ciencias de la Educación de la Universidad de Navarra. En 2005 recibe la Beca de Excelencia Académica y Humana del Centro de Estudios Europeos de la Universidad de Navarra (2005) por sus aportes individuales y colectivos desde 1996 a los Congresos de Cultura Europea. En 2009 recibe el Diploma en Cultura Teológica por el Centro Universitario Veragua, tras la defensa de su tesis titulada Novo Millennio Ineunte. La carta programática de “la llamada universal a la santidad.

### Actividad docente en Costa Rica
En 1970 se trasladó a Costa Rica, donde permanecerá el resto de su vida. Tras licenciarse en Letras por la Universidad de Costa Rica, con Graduación de Honor con una tesis sobre Paul Valéry y la creación artística; consigue el Bachelor of Science in Languages and Linguistics (B.S.L.L.), y forma parte de Phi Beta Kappa por la Universidad de Georgetown, Washington D. C., con una tesis sobre Mon Faust: De l'idole de l’ntellect à la sagesse du coeur. 
Comienza su actividad docente en 1971, como profesora de Literatura en la Universidad Javeriana, y de Lengua Inglesa y Francesa en la Universidad de los Andes en Bogotá. Posteriormente obtiene la cátedra de Literatura de las Facultades de Letras y de Educación de la Universidad de Costa Rica.
En torno a 1974, tras conocer al Opus Dei, Helena decide formar parte de él. Y en Veragua, el centro del Opus Dei por donde iba, imparte un curso de Historia del Arte.

### Editorial Promesa
En febrero de 1982, fundó junto con su esposo el ingeniero Carlos M. Fonseca Quesada, la empresa Promotora de Medios de Comunicación S.A. (PROMESA). Esta editorial se especializa en publicaciones sobre Familia y Educación, y  promueve la investigación y la creación artística a través una serie de encuentros culturales y del Proyecto Interdisciplinar de las Artes. En 1991 lanzó la Colección de Poesía junto con el poeta guatemalteco Gustavo González Villanueva.

### Asociaciones de las que formó parte
En su larga trayectoria académica ha ocupado diversos puestos: 
- Asesora de los Servicios Pedagógicos de Centroamérica (APDE de Guatemala, APCE de El Salvador, AEF de Honduras y ADEC de Costa Rica).
- Directora del Colegio Iribó, y Directora del Servicio Pedagógico de la misma Asociación.
- Miembro de la Asociación Costarricense de Escritoras[4]
- Miembro del equipo directivo del Centro de Complementación Educativa de la Junta de Pensiones y Jubilaciones del Magisterio Nacional para la formación de Directivos, Profesores y Orientadores.
- Miembro del equipo fundacional de la Asociación para el Desarrollo Educativo y Cultural (ADEC).
- Miembro del equipo fundacional del Instituto de Colaboración y Educación Familiar (ICEF) de Costa Rica para la formación de padres de familia (1976)
- Miembro del primer Consejo Editorial de la Revista de Artes y Letras Káñina
- Miembro fundador de la Facultad de Letras de la Universidad de Costa Rica (1974)
- Subdirectora de la Escuela de Lenguas Modernas de la Universidad de Costa Rica.

## Obras
Ha publicado a lo largo de su vida numerosos artículos en la prensa y en revistas sobre Familia, Educación y Literatura. 
Entre otros, destacan:
- Mujer, valores permanentes, publicado en el marco del Año Internacional de la Familia por Ediciones Universidad de La Sabana (1994) y presentado en la Feria Internacional de los Ángeles "American Bookseller Association ABA`94"

### Poesía
- Ars poetica (1991)
- Diario de un Mediterráneo (1992)
- El Cantar de los Cantares (1993)
- Poiein, génesis del verbo poético (1993)
- Diálogos, paréntesis y silencios (1993)
- ¡Abrid las puertas! (1994)
- Su poemario Cantata a las Artes fue premiado en el Concurso Literario "Joaquín Gutiérrez M." en la celebración del XX Aniversario de la Facultad de Letras de la Universidad de Costa Rica (1995).

### Publicaciones sobre Helena Ospina
- Valembois, Víctor: “Helena Ospina: verdadero ´Splendor Linguae´”, ponencia para el XIII Congreso Internacional de la Asociación de Lingüística y Filología de

América Latina (ALFAL), Universidad de Costa Rica, febrero del 2002. Estudio monográfico sobre el mismo tema de las interferencias idiomáticas en la trilogía Splendor, de la autora.